# ゲームリパブリック
株式会社ゲームリパブリック（英: Game Republic, Inc.）は、かつて存在した日本のゲーム会社。

## 概要
2003年7月1日、コナミを経てカプコンに所属していたゲームクリエイターの岡本吉起が独立し設立。テレビゲームの開発下請・デベロッパー（初期はマイクロソフトやソニー・コンピュータエンタテインメント、後期はバンダイナムコゲームス）や、自社販売でのボードゲームも制作していた。
岡本の人脈で専門学校で囲い込み（青田買い）していた生徒や、かつてカプコンに勤めていたスタッフを常時ヘッドハンティングしていた為、最盛期には300名近い社員が在籍していた。しかし高騰する開発費とは裏腹に、ソフトの売り上げは伸びず経営不振に陥る。岡本が後に語ったところでは、映画『300 〈スリーハンドレッド〉』のゲーム化などの開発案件を請負っていたが、元請けの米国企業がリーマン・ショックで倒産してしまい、同社からの未払金が17億円にも上り完全に経営が行き詰まったという。
2010年、大規模なリストラを敢行。大阪オフィス、名古屋オフィスが閉鎖。2011年6月には公式サイトも閉鎖され唯一、東京都目黒区にあった本社オフィスも引き払われた。
その後、借金返済のため2013年頃まで岡本吉起の個人会社として存続していたが開発に参加した『モンスターストライク』の大ヒットによりゲームリパブリックは休眠としている。

## ゲーム作品

### テレビゲーム
| 発売日 | 発売日   | タイトル                                         | 機種          | 発売元                                 | 備考     |
| ------ | -------- | ------------------------------------------------ | ------------- | -------------------------------------- | -------- |
| 2005年 | 6月30日  | GENJI                                            | PS2           | ソニー・コンピュータエンタテインメント |          |
| 2005年 | 12月10日 | エブリパーティ                                   | Xbox 360      | マイクロソフト                         |          |
| 2006年 | 2月23日  | モンスターキングダム・ジュエルサモナー           | PSP           | ソニー・コンピュータエンタテインメント | 開発協力 |
| 2006年 | 8月18日  | ブレイブ・ストーリー                             | PSP           | ソニー・コンピュータエンタテインメント |          |
| 2006年 | 11月11日 | GENJI -神威奏乱-                                 | PS3           | ソニー・コンピュータエンタテインメント |          |
| 2007年 | 6月21日  | FolksSoul -失われた伝承-                         | PS3           | ソニー・コンピュータエンタテインメント |          |
| 2007年 | 11月1日  | TOY HOME                                         | PS3           | ソニー・コンピュータエンタテインメント |          |
| 2007年 | 11月8日  | Dark Mist                                        | PS3           | ソニー・コンピュータエンタテインメント |          |
| 2008年 | 2月7日   | Coded Soul -受け継がれしイデア-                  | PSP           | ソニー・コンピュータエンタテインメント | 開発協力 |
| 2008年 | 9月18日  | ドラゴンボールDS                                 | DS            | バンダイナムコゲームス                 |          |
| 2008年 | 12月18日 | Catan                                            | PS3           | 自社パブリッシング                     |          |
| 2010年 | 2月11日  | ドラゴンボールDS2 突撃!レッドリボン軍            | DS            | バンダイナムコゲームス                 |          |
| 2010年 | 6月17日  | クラッシュ・オブ・ザ・タイタンズ：タイタンの戦い | Xbox 360・PS3 | バンダイナムコゲームス                 |          |
| 2011年 | 1月20日  | 魔人と失われた王国                               | Xbox 360・PS3 | バンダイナムコゲームス                 |          |
| 2011年 | 2月3日   | ドラゴンボール改 アルティメット武闘伝            | DS            | バンダイナムコゲームス                 |          |
| 2011年 | 7月7日   | ナイツコントラクト                               | Xbox 360・PS3 | バンダイナムコゲームス                 |          |

### ボードゲーム
- シャドウハンターズ（2005年12月22日）
  - シャドウハンターズ 追加キャラクターセット（2006年8月18日）
- オーナーズチョイス（2006年8月18日）
- トリック&トリート（2006年12月7日）

## 備考
- 会社立ち上げ前および当初は、SCEサイトの大々的発表や、岡本がカプコン退社直後に個人で立ち上げた手作り感にあふれるサイト「岡本吉起がゲーム会社つくるぜ!!」（設立後「岡本吉起がゲーム会社つくったぜ!!」に改称）の軽妙な日記などで話題となった。
- 『GENJI』をリリースし、一定の売り上げは確保するがSCEの巨額の宣伝費[要出典]に見合うほどではなかった。
- キャラクターデザインにさくらももこを起用したにもかかわらず、『エブリパーティ』は初週売り上げ約641本という大敗を喫した。この様子は『ファミ通』のワンコーナーで「目指せ○本!」とネタにされてしまうほどであった。
- 専門学校から多数の生徒をインターンシップという形で囲い込み、優秀な人材を正式採用していた事でも有名である。
- 岡本は本社を立ち上げた当時にやりたかった事は、全て任天堂がWiiとDSで先にやってしまったと述べている。また、その実現には任天堂程、巨大な企業規模が必要であった事を後に気付いたとも語った[3]。